# Chiesa di San Lorenzo (Calizzano)
La chiesa di San Lorenzo è un luogo di culto cattolico situato nel comune di Calizzano, in piazza San Lorenzo, in provincia di Savona. La chiesa è sede della parrocchia di Santa Maria e di San Lorenzo facente parte dell'unità pastorale di Val Bormida della diocesi di Mondovì.

## Storia e descrizione

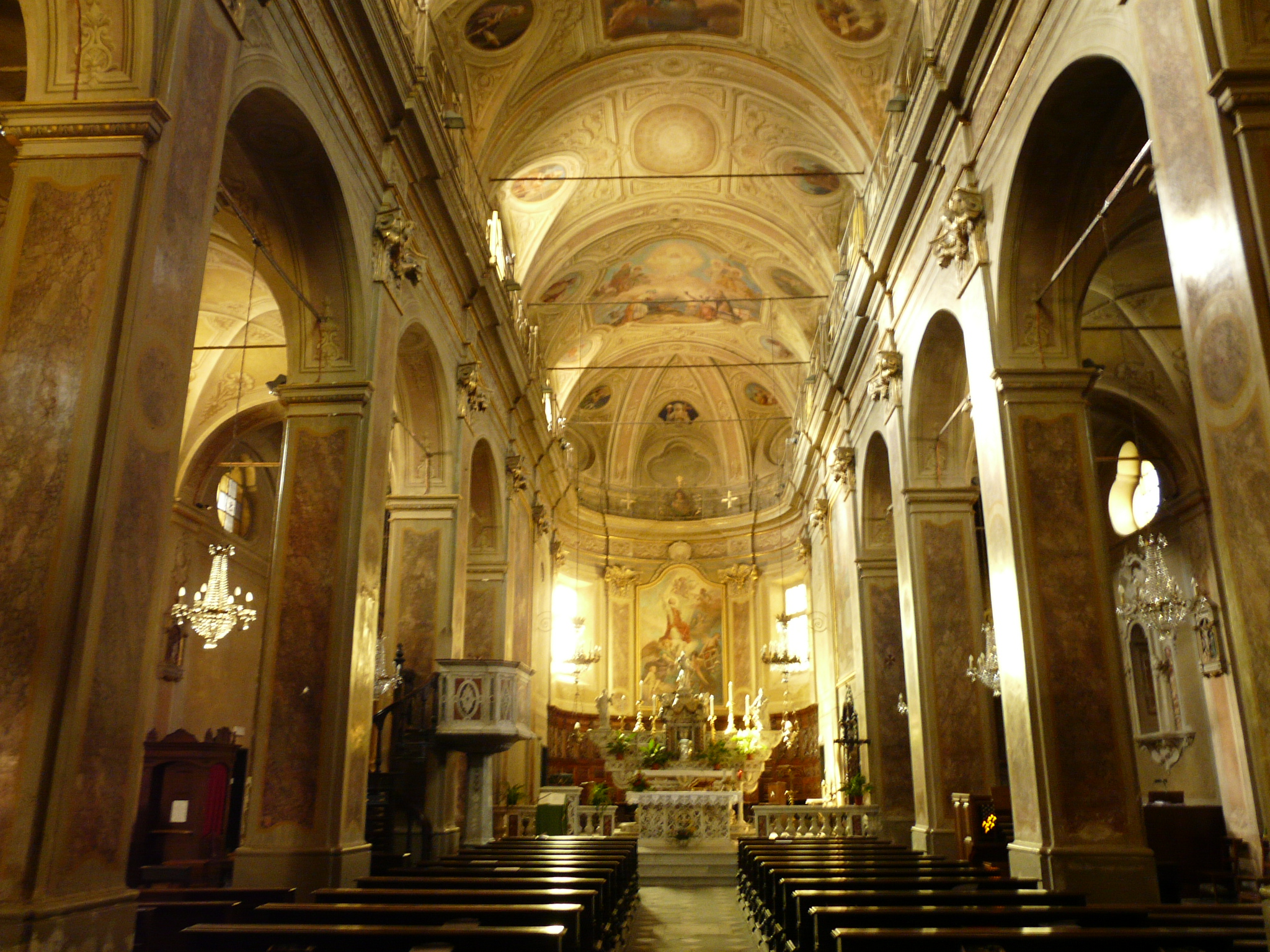
La navata centrale

Secondo alcune fonti l'attuale edificio fu edificato sui resti dell'antica chiesa marchionale in stile romanico.
La struttura, richiamante anch'essa lo stile romanico, fu innalzata tra il 1587 e il 1630 con la nuova creazione delle tre navate rispetto all'originale aspetto del precedente impianto. La facciata si presenta in stile neogotico a bande alternate bianche e nere con a fianco il distaccato campanile del XIV secolo in mattoni, già aperto da bifore e trifore e decorato con piccoli archi pensili; la cuspide a forma piramidale le fu aggiunta successivamente.
Conserva al suo interno alcune tele di pittori liguri del XVII secolo, fra i quali il dipinto Anime purganti di Giulio Benso e una raffigurazione della Sacra famiglia della scuola pittorica di Domenico Piola. La statua lignea di San Giovanni Battista è opera dello scultore o della scuola di Anton Maria Maragliano che, assieme al crocifisso processionale di Antonio Roascio, appartenne alla locale confraternita del vicino oratorio di San Giovanni. Gli affreschi, del XIX secolo, degli interni sono opera di Luigi Morgari.